# Liste sowjetischer Plakat- und Posterkünstler
Dies ist eine Liste sowjetischer Plakat- und Posterkünstler. Die Liste enthält überwiegend Propagandakünstler der Sowjetunion mit dem Schwerpunkt Print und Plakat. Sie erhebt keinen Anspruch auf Vollständigkeit oder Aktualität. Ein Schwerpunkt der Liste liegt auf politischer Propaganda. Eine größere Plakat-Sammlung ist die Sergo Grigorian Collection des russischen Kunstsammlers Sergo Grigorian, die den Zeitraum von 1917 bis zum Kalten Krieg umspannt. Namhafte Plakatkünstler sind beispielsweise Deni, D. Moor, Tscheremnych, die Gruppe Kukryniksy, Boris Jefimow oder Nikolai Dolgorukow.

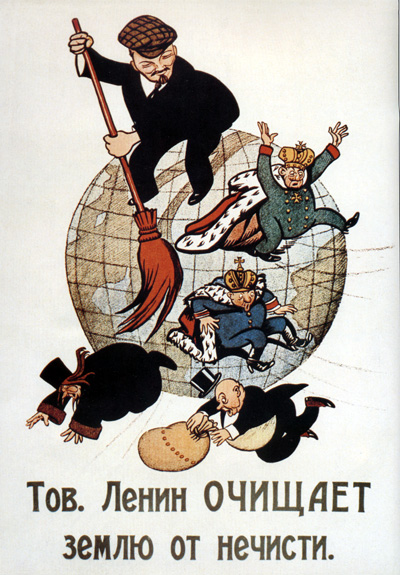
Genosse Lenin säubert die Erde vom Unrat (Plakat von Wiktor Deni)

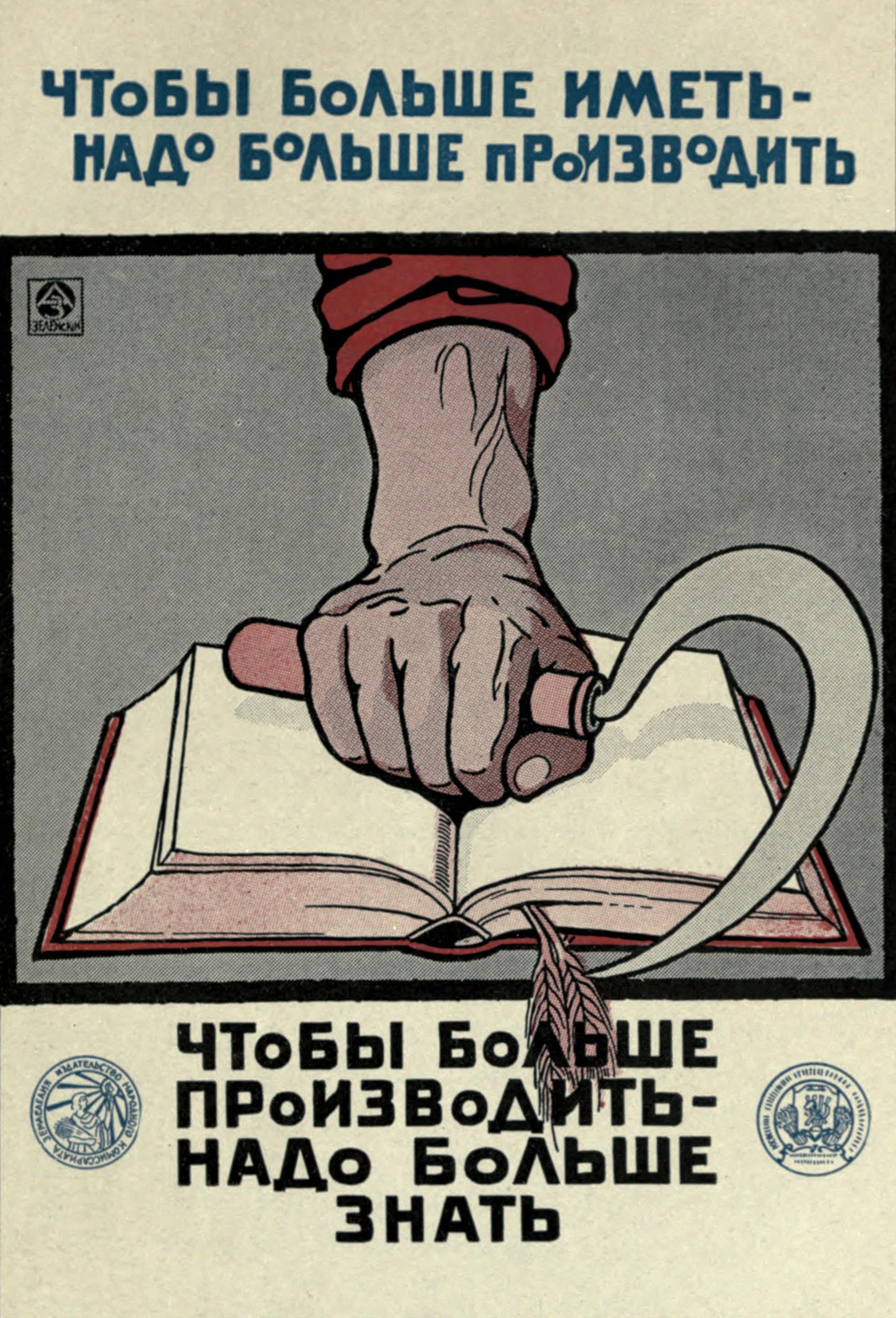
Um mehr zu haben, muss man mehr produzieren. Um mehr zu produzieren, muss man mehr wissen. (sowjetisches Plakat von 1920)

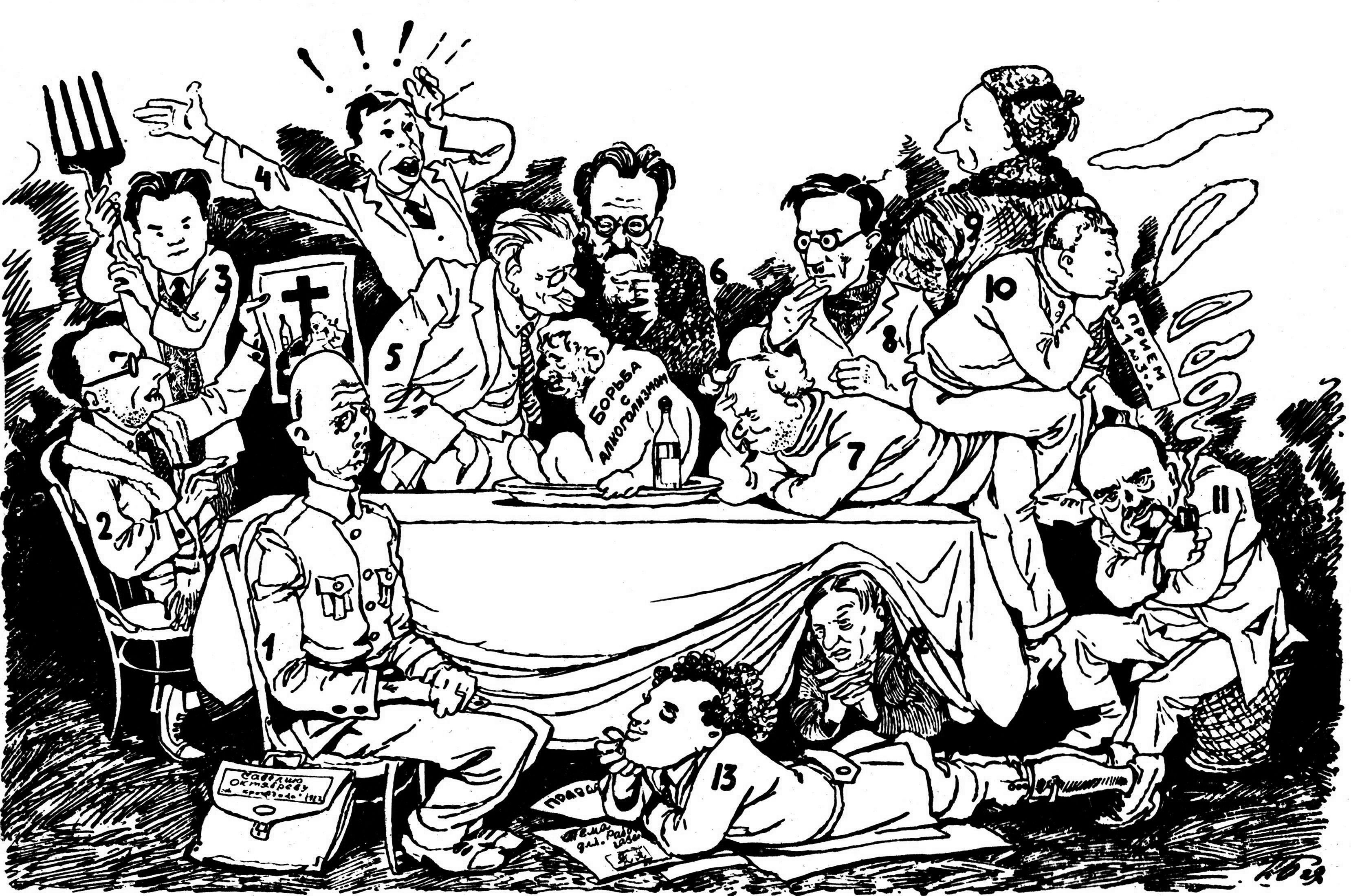
Michail Tscheremnych (hinten oben rechts stehend) in der Redaktion des Satiremagazins Krokodil (1929) – Zeichnung von P. Beljanin

## Übersicht
- Iwan Stepanowitsch Astapow (1905–1982)
- Brigade KGK3 – Gruppe (Viktor Koretsky, Vera Gitsevich, Boris Knoblok)
- Mikhail Baljasnij (1892–1970)
- Nikolai Michailowitsch Chomow(1903–1973)
- Wiktor Nikolajewitsch Deni  (1893–1946)
- Nikolai Andrejewitsch Dolgorukow (1902–1980)
- Vladimir Galba (1908–1984)
- Juli Abramowitsch Ganf (1898–1973)
- Joseph Abramowitsch Ganf (1899–1873)
- Wiktor Iwanowitsch Goworkow (1906–1974)
- František Gross (1909–1985)
- K. K. Iwanow (1921–2001)
- Boris Jefimowitsch Jefimow (1900–2008)
- Wiktor Borissowitsch Korezki (1909–1998)
- Gustav Klutsis (1895–1938)
- Walentina Kulagina (1902–1987)
- Kukryniksy – Akronym für die Gruppe aus Michail Wassiljewitsch Kuprijanow (1903–1991), Porfiri Nikititsch Krylow (1902–1990) und Nikolai Alexandrowitsch Sokolow (1903–2000)
- Karel Ludwig (1919–1977)
- Wladimir Wladimirowitsch Majakowski (1893–1930)
- Bronislaw Bronislawowitsch Malachowski (1902–1937)
- Kasimir Malewitsch (1879–1935)
- Juri Alexandrowitsch Merkulow (1901–1979)
- Dmitri Moor (Orlow) (1883–1946)
- Alexei Alexandrowitsch Radakow (1877–1942)
- Alexander Michailowitsch Rodtschenko (1891–1956)
- Alexander Nikolajewitsch Selenski (1882–1942)
- Sergei Jakowlewitsch Senkin (1894–1963)
- Michail Michailowitsch Tscheremnych (1890–1962)
- Wiktor Semjonowitsch Iwanow (1909–1968)
- Konstantin Alexandrowitsch Wjalow (1900–1976)